# Palaeorhiza melanosoma
Palaeorhiza melanosoma är en biart som beskrevs av Hirashima 1982. Palaeorhiza melanosoma ingår i släktet Palaeorhiza och familjen korttungebin. Inga underarter finns listade i Catalogue of Life.